# Propelente de cohetes

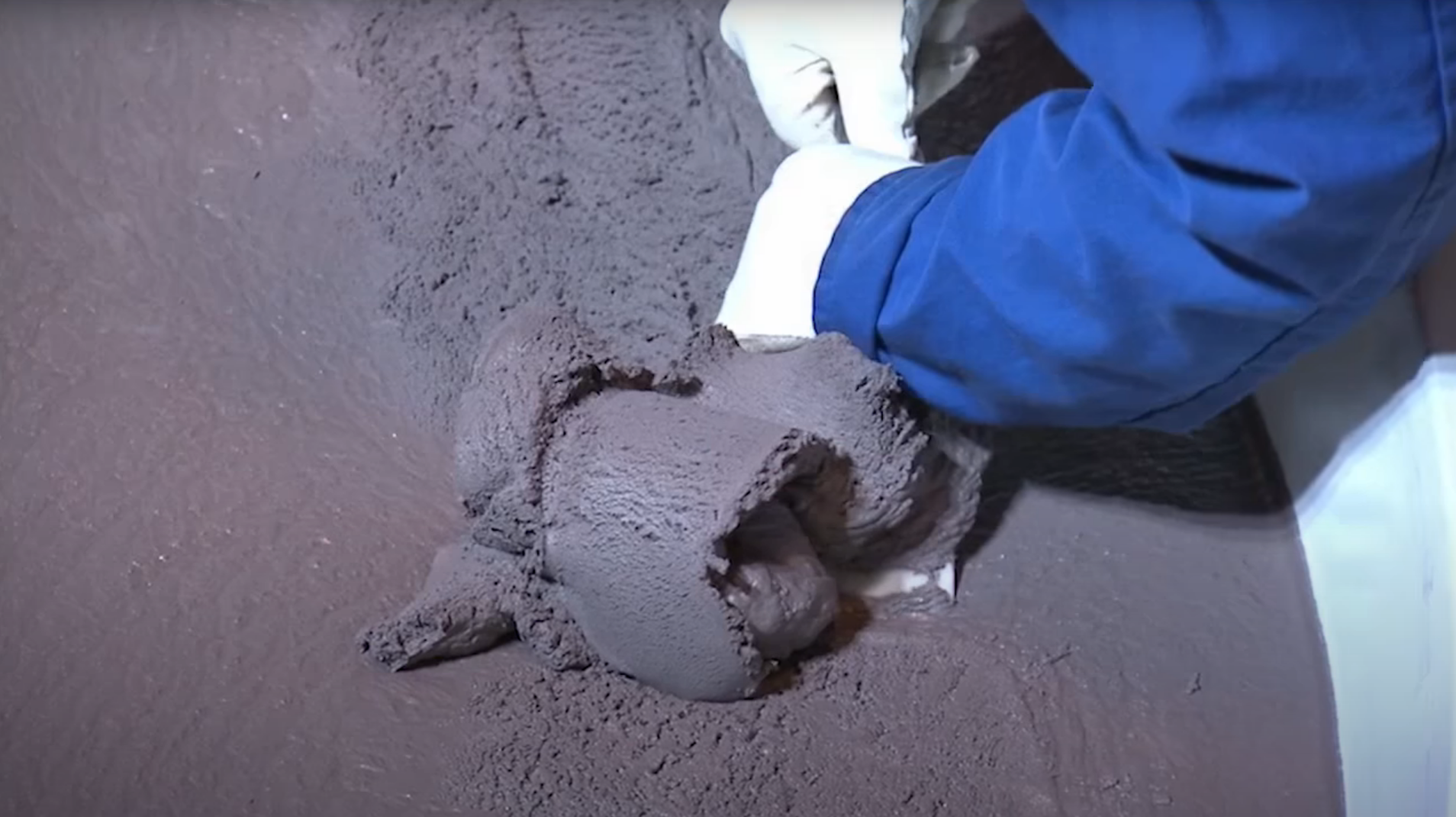
Propulsor compuesto de perclorato de amonio (sin curar) es moldeado por un trabajador.

Los propelentes usados para motores de cohete, también llamados propergol o propulsante, son sustancias muy diversas pudiendo estar en estado sólido, líquido, gaseoso o mixto. Estos propelentes reaccionan en la cámara de empuje o cámara de combustión, generando gases a alta presión y gran temperatura. Cuando estos gases salen por la tobera a gran velocidad, generan el empuje necesario para elevar y acelerar el cohete.

## Clasificación según el estado físico

### Propelentes líquidos
Ejemplos de propelentes líquidos son:
- Hidrógeno líquido (combustible) y oxígeno líquido (oxidante).
- RP-1 (queroseno refinado, combustible) y oxígeno líquido (oxidante).
- hidrazina (combustible) y tetróxido de nitrógeno (oxidante).
- peróxido de hidrógeno, como monopropelente.

### Propelentes sólidos
Entre los propelentes sólidos encontramos:
- Los combustibles suelen ser metales en forma de polvo como magnesio, aluminio o zirconio.
- Los oxidantes pueden ser: nitrato de amonio, perclorato de sodio, o sustancias similares.

Tienen la desventaja de que una vez encendidos no es posible regular o detener la reacción. Una vez que es encendido el motor, proporciona el empuje para el que fue calculado y no hay forma de detener el proceso. Pero por otro lado, tienen la ventaja del menor coste del diseño y fabricación del motor interno.
Una ventaja adicional es su almacenamiento: el propelente sólido puede almacenarse por mucho tiempo en el cohete antes del despegue, en cambio el líquido hay que cargarlo horas antes del despegue, por lo que para los misiles es comúnmente utilizado.
Fue usado en cohetes como Ariane 5 o el transbordador espacial.

### Propelentes gaseosos
En motores de propulsión electrostática o electromagnética (como el Propulsor a efecto Hall o Propulsor iónico) se usan como propelentes gases cuyos iones son acelerados por el campo electromagnético y expulsados a grandes velocidades, lo que genera la propulsión. Generalmente se usa el gas Xenón para este objetivo.

## Clasificación según el número de sustancias
Según el número de sustancias implicadas en las reacciones de formación de los gases de empuje, se puede hablar de:
- Monopropelentes: Constan de un solo componente por lo que no se debe suministrar el oxidante. Los monopropelentes sólidos son relativamente estables en condiciones normales de temperatura y presión. En propelentes líquidos, una gran ventaja es que simplifican notablemente el sistema de alimentación, pero sacrificando eficiencia propulsiva; su desventaja es que presentan graves problemas de seguridad debido a que son capaces de liberar energía almacenada sin necesidad de que otra sustancia intervenga. En ambos casos, los monopropelentes pueden tener otros componentes en pequeñas cantidades: aditivos, catalizadores, etc. Ejemplos: Nitrometano, N-Propyl-Nitrato, Peróxido de hidrógeno e Hidrato de Hidrazina.
- Bipropelentes: Constan de dos componentes: combustible y oxidante, que se hacen llegar a la cámara de combustión, donde se mezclan y provocan una reacción de óxido-reducción. Por medio de esta reacción se extrae energía de los reactivos, cediéndola en forma de calor y presión.[6] Ejemplos: Hidrógeno y Oxígeno líquidos.